# José Carlos Chagas de Oliveira
José Carlos Chagas de Oliveira (Ribeirão Preto, 4 de agosto de 1977) é um jogador de bocha paralímpico brasileiro.

## Biografia
José Carlos começou a praticar bocha em 2002. Nos Jogos Paralímpicos de Verão de Londres 2012 e Rio 2016, finalizou a modalidade individual BC1 em quarto lugar. Na edição de Tóquio 2020 conseguiu o bronze em sua categoria. Em Paris 2024, acabou sendo eliminado durante a fase de grupos.
Já nos Jogos Parapan-Americanos, [carece de fontes?], em Toronto 2015 conseguiu ambos ouro individual e em times BC1/BC2, conquistando também a prata em Lima 2019 para essas duas categorias e o bronze individual em Santiago 2023.